# Mont-et-Marré
Mont-et-Marré település Franciaországban, Nièvre megyében. Lakosainak száma 152 fő (2022. január 1.). Mont-et-Marré Bazolles, Châtillon-en-Bazois, Montapas, Ougny, Aunay-en-Bazois, Achun és Saint-Maurice községekkel határos.

## Népesség
A település népességének változása:
| Lakosok száma | 176  | 168  | 169  | 163  | 160  | 157  | 155  | 154  | 152  |
|               | 2013 | 2015 | 2016 | 2017 | 2018 | 2019 | 2020 | 2021 | 2022 |